# Mauspad

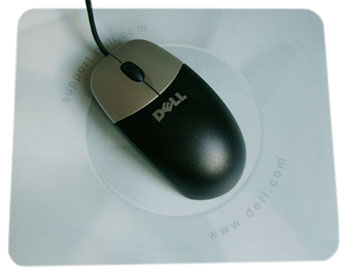
Computermaus auf Mauspad

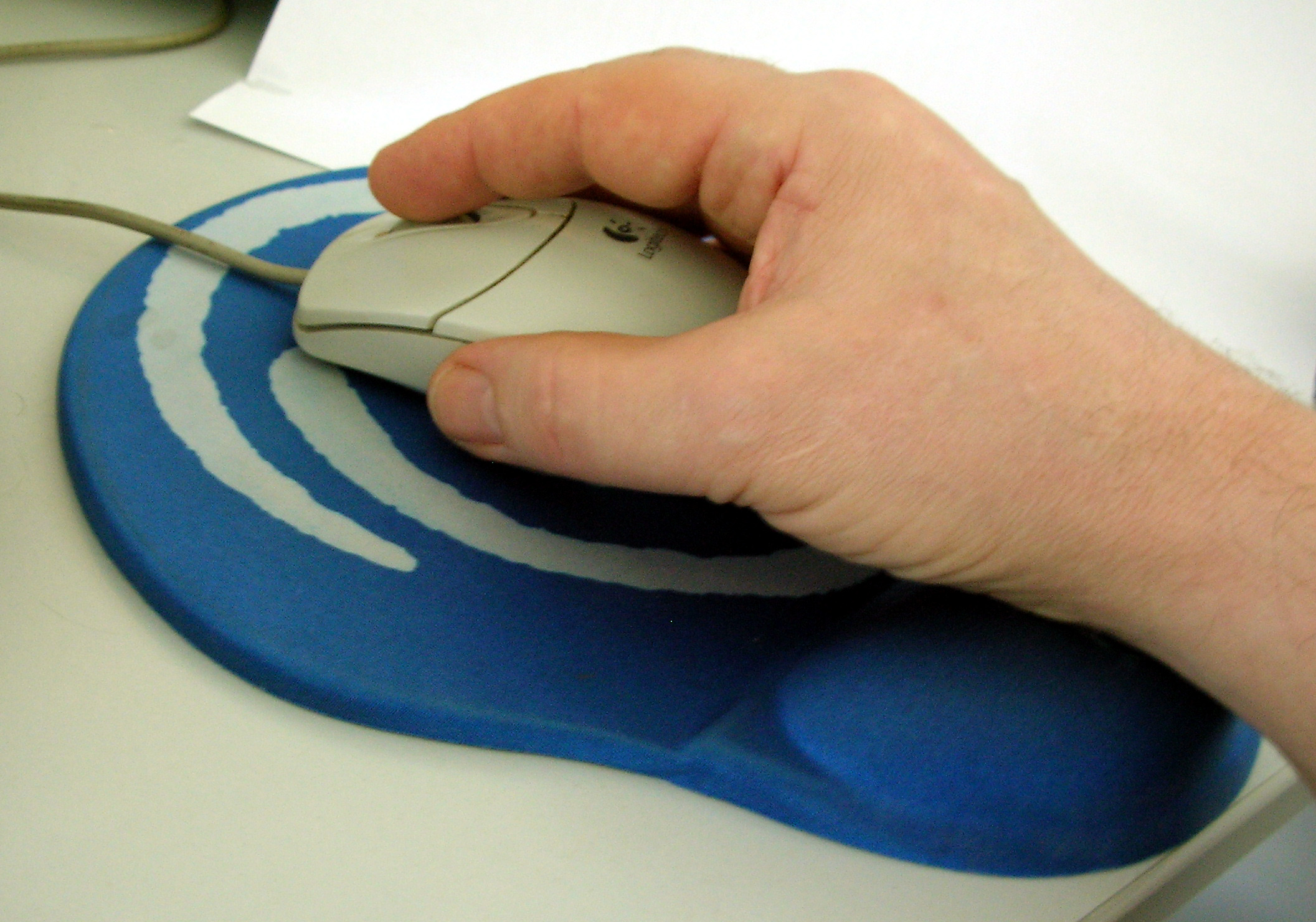
Ergonomisches Mauspad mit Handauflage

Ein Mauspad, auch Mousepad, in der Schweiz auch Mausmatte, ist eine spezielle Unterlage, die das Arbeiten mit einer Computermaus verbessern soll. Während sie ursprünglich eine technische Notwendigkeit waren, sind sie heute je nach Technik der Computermaus nicht erforderlich.

## Geschichte
Die Idee des Mauspads stammt von Douglas Engelbart, der es während seiner historischen Präsentation „The Mother of All Demos“ (zu Deutsch: Die Mutter aller Vorführungen) erstmals zur Schau stellte. Berühmt wurde die Präsentation vor allem aber durch die erstmalige Zurschaustellung einer Computermaus, wobei er eine kleine Fläche als Mauspad benutzte.

## Vorteile
Mit der Erfindung des Mauspads waren für Kugelmäuse drei entscheidende Vorteile gegeben:
- höhere Geschwindigkeit bei der Bedienung des PCs
- höhere Präzision
- höherer Komfort

Des Weiteren verschont ein Mauspad auch die Tischoberfläche vor Kratzern und anderen Gebrauchsspuren wie etwa Abrieb der Gummikugel.

## Varianten

### Textilpads
Lange Zeit war ein Maustyp mit einer integrierten Kugel, welche auf der Oberfläche abrollt, vorherrschend. Da viele Oberflächen aber keine optimale Haftung für die Kugeln bieten, sind spezielle Unterlagen entwickelt worden, die dem Mausgehäuse zwar erlauben, problemlos darüber zu gleiten, aber verhindern, dass die Kugel rutscht, anstatt zu rollen. Letzteres ist notwendig, damit die Signalwalzen der Maus bewegt werden können. Textilpads verfügen über eine textile Oberfläche, die auf eine dünne Schaumstoffschicht aufgeklebt wird. Der Schaumstoff sorgt in erster Linie dafür, dass das Pad nicht verrutscht, in zweiter Linie, dass die Hand weich aufliegt.

### Moderne Mauspads
Mit dem Aufkommen optischer Mäuse in den 2000er-Jahren sind Mauspads aus unterschiedlichsten Materialien gefertigt worden. Am häufigsten vertreten sind Pads aus Kunststoff, Stoff, Glas oder Metall. Auch eine Kombination aus verschiedenen Materialien ist möglich. Diese Pads haben meist abgerundete Kanten, sind ergonomisch und möglichst flach. Einige ergonomische Mauspads haben eine flexible erhöhte Handauflage. Diese Auflage soll ein unnatürliches Abknicken der Hand bei Benutzung der Maus verhindern und dadurch Beschwerden wie beispielsweise das Repetitive-Strain-Injury-Syndrom vermeiden. Die Gelkissen können sich in ihrer Stärke unterscheiden.

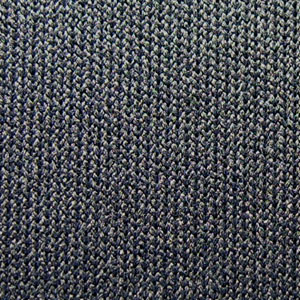
Nahaufnahme der Oberflächenstruktur eines Gaming-Mauspads

Zu dieser Zeit war vor allem die Oberflächenstruktur des Pads entscheidend, da Mäuse mit optischer Abtastung solche mit Rollkugeln verdrängt haben (die heutigen Mäuse sind Lasermäuse, welche diese Nachteile nicht haben).
Computerspieler präparierten ihre Mauspads, ausgenommen Stoffpads, manchmal mit Silikonspray, um möglichst präzise Bewegungen mit der Maus machen zu können. Eine Alternative zur Verbesserung der Eigenschaften eines Mauspads ist die Nutzung von Teflonpads, die nachträglich auf die Mausunterseite geklebt werden. Durch beide Methoden, die auch gleichzeitig anwendbar sind, wird die Reibung verringert.
Eine elastische Verdickung bei einem ergonomisch gestalteten Mauspad ermöglicht das Auflegen der Hand im Bereich der Handwurzel, ohne sie abzuknicken. Das reduziert stark die Belastung bei der Arbeit mit der Maus.

#### Gaming-Mauspads
Im professionellen elektronischen Sport bekommt das Mauspad eine sehr große Bedeutung, da es einen starken Einfluss auf die Klarheit der physikalischen Bewegungen der E-Sportler beim Spielen hat. Die teilweise speziell für den Sport entwickelten Oberflächen lassen die Maus teils regelrecht über das Pad gleiten und nehmen insofern positiven Einfluss auf das Spielverhalten des Benutzers. Heutzutage schließen sich Firmen sogar mit professionellen Teams aus dem E-Sport zusammen, um gemeinsam hochwertige Pads zu entwickeln. Auch werden Mauspads seitens der Hersteller in der Gaming-Szene oft in low sense (für geringe Empfindlichkeits-Einstellungen der Maus ein großes Mauspad) und high sense (hohe Empfindlichkeit, kleines Mauspad) unterteilt.

## Gleiteigenschaften

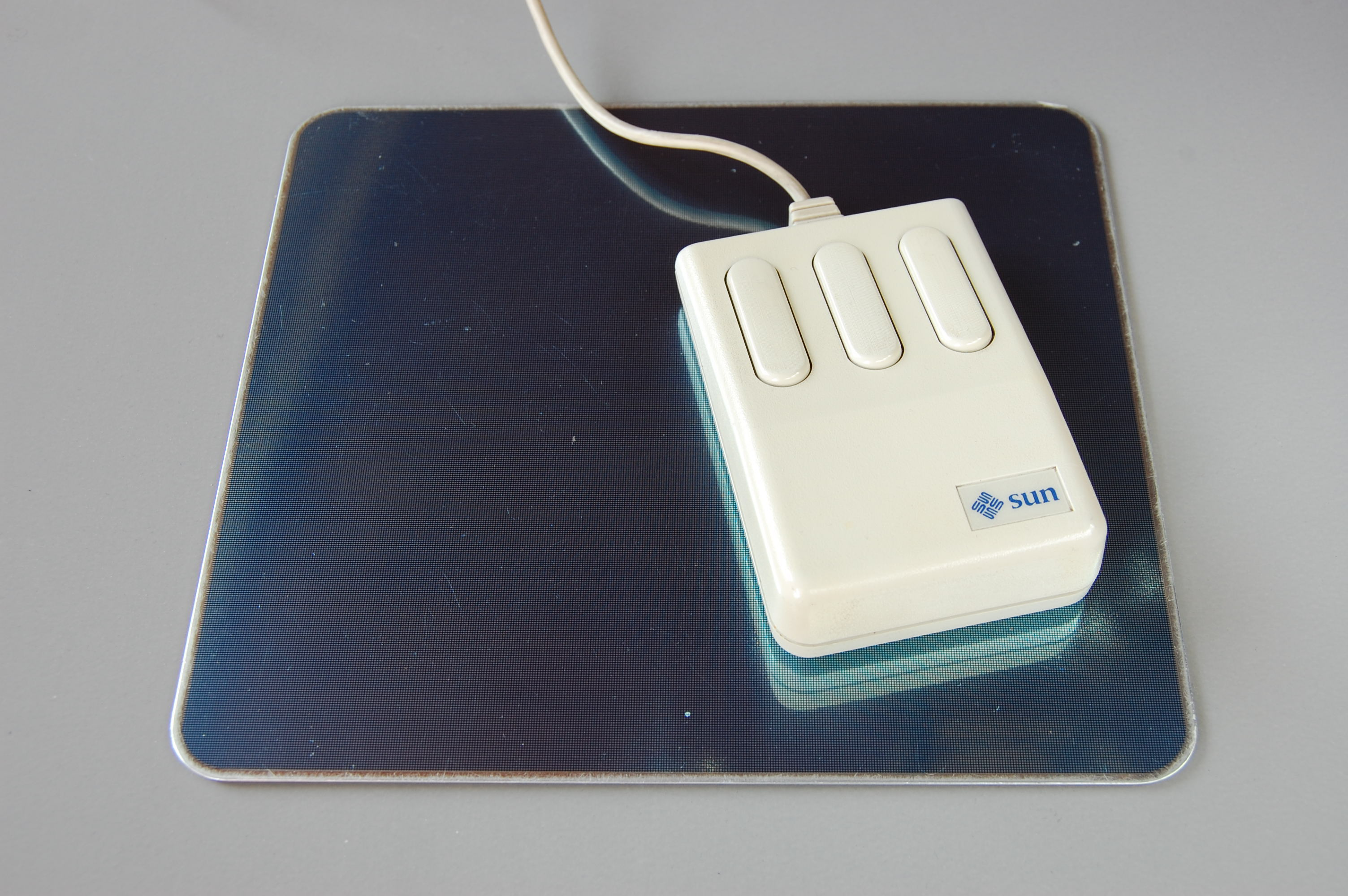
Frühe optische Maus mit zugehörigem, gerastertem Mauspad

Je nach Beschaffenheit und Material werden den Mauspads unterschiedliche Gleiteigenschaften zugemessen, welche für den optimalen Gebrauch des Benutzers äußerst relevant sein können.
Bei Kugelmäusen gilt es auf eine gute Balance zwischen der Gleitfähigkeit und dem Widerstand des Pads zu achten, da Kugelmäuse einerseits eine gewisse Gleitfähigkeit brauchen, damit die Kugel rollt, andererseits ein gewisser Widerstand gegeben sein muss, damit die Kugel nicht rutscht und blockiert. Die meisten Nutzer verwenden deshalb ein Pad mit einer Oberfläche aus Textil.
In den 2000er-Jahren waren optische Mäuse üblich (heute Lasermäuse). Diese funktionieren auf Basis von Kontrasten, weshalb einfarbige Mauspads zu Störungen der Benutzung führen können. Dem wird meistens mit gemusterten Textilpads, oder rauen, harten Pads entgegengewirkt.